# Atlantropa

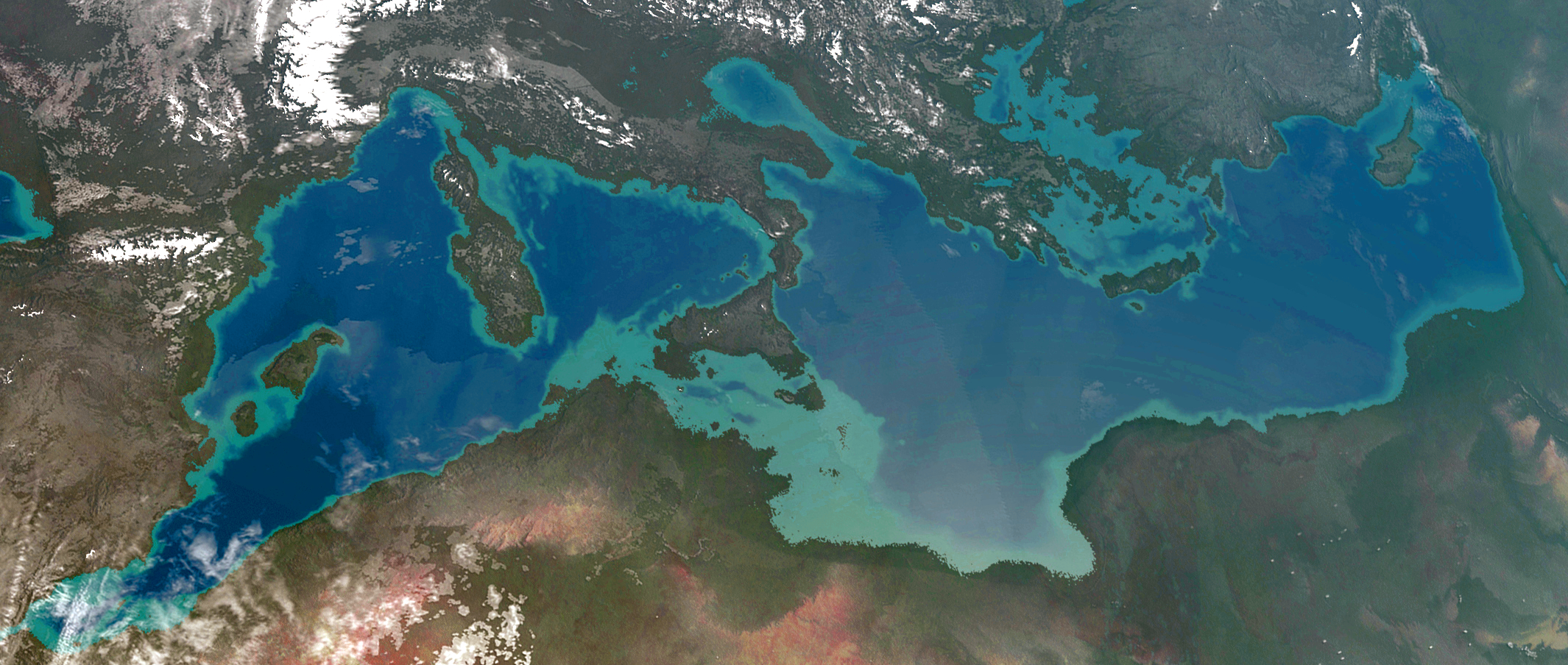
En konstnärs uppfattning om hur Atlantropa skulle ha kunnat se ut om det hade blivit verklighet.

Atlantropa, även kallad Panropa, var namnet på det föreslagna megaprojekt som den tyska arkitekten Herman Sörgel utarbetade på 1920-talet. Dess centrala inslag var ett vattenkraftverk som skulle byggas över Gibraltar sund, vilket skulle ha gett enorma mängder vattenkraft efter en sänkning av Medelhavets yta med upp till 200 meter, vilket öppnar upp nya stora landområden för bebyggelse, till exempel i Adriatiska havet.
Projektets delar bestod av byggnation av ytterligare fyra stora dammar:
- Över Dardanellerna för att hålla tillbaka Svarta havet.
- Mellan Sicilien och Tunisien för att ge en körbana och ytterligare sänka vattennivån av Medelhavet.
- Över Kongofloden vid Kwa för att fylla Tchadbassängen i Tchadsjön. Sötvattnet från sjön skulle bevattna Sahara och skapa en farled till de inre delarna av Afrika.
- En förlängning och låsning av Suezkanalen för att bibehålla anslutningen till Röda havet.

Sörgel beräknade att projektets byggtid skulle sträcka sig över ett sekel. Atlantropa skulle ge mark och mat, sysselsättning, elkraft, och mest av allt, en ny vision för ett enat Europa och Afrika.